# AksyonTV
AksyonTV war ein philippinischer Nachrichtensender.
AksyonTV gehörte zum TV5 Network, Inc. Der Sender ersetzte seit dem 21. Februar 2011 den ehemaligen Sender MTV Philippines. Am 12. Januar 2019 stellte der Sender seine Übertragungen ein. Nachfolgesender wurde 5 Plus, der aber einen anderen Themenschwerpunkt hat.
AksyonTV war der erste philippinischsprachige Nachrichtensender und der erste, der 24 Stunden sendete.